# Lesley Ablorh
Lesley Adjei Ablorh (* 1. Januar 1993) ist ein ghanaischer Fußballspieler.

## Karriere
Lesley Adjei Ablorh spielt seit 2013 für den thailändischen Verein Nakhon Pathom United FC. Wo er bis 2013 gespielt hat, ist unbekannt. Von 2013 bis zum Abstieg 2017 spielte er mit dem Club aus Nakhon Pathom in der zweiten Liga, der Thai Premier League Division 1. 2017 musste der Verein in die vierte Liga absteigen, da dieser die erforderlichen Lizenzunterlagen nicht vorlegen konnte. 2018 wurde er mit dem Club Meister der Thai League 4 und stieg somit in die Dritte Liga auf. Mit Nakhon Pathom trat er in der Lower Region an. Im anschließenden Jahr wurde er Meister der Lower Region und stieg in die Zweite Liga auf. Im August 2021 wechselte er in die Erste Liga. Hier unterschrieb er einen Vertrag beim Bangkoker Erstligisten Police Tero FC. Für Police Tero bestritt er 48 Ligaspiele. Zu Beginn der Saison 2023/24 wechselte er zu seinem ehemaligen Verein, dem Erstligaaufsteiger Nakhon Pathom United. Im Juli 2024 wurde sein Vertrag um ein weiteres Jahr verlängert. Am Ende der Saison 2024/25 belegte er mit Nakhon Pathom den vorletzten Tabellenplatz und musste somit in die zweite Liga absteigen. Nach dem Abstieg verließ er den Verein und schloss sich im Sommer 2025 dem Erstligaaufsteiger Chonburi FC an.

## Erfolge
Nakhon Pathom United FC
- Thai League 4 - West: 2018  ▲

- Thai League 3 - Lower Region: 2019  ▲